# Баккер-Корф, Александр Хуго
Алекса́ндр Ху́го Баккер-Корф (нидерл. Alexander Hugo Bakker Korff; 31 августа 1824, Гаага — 28 января 1882, Лейден) — голландский жанровый художник 19-го века.

## Биография

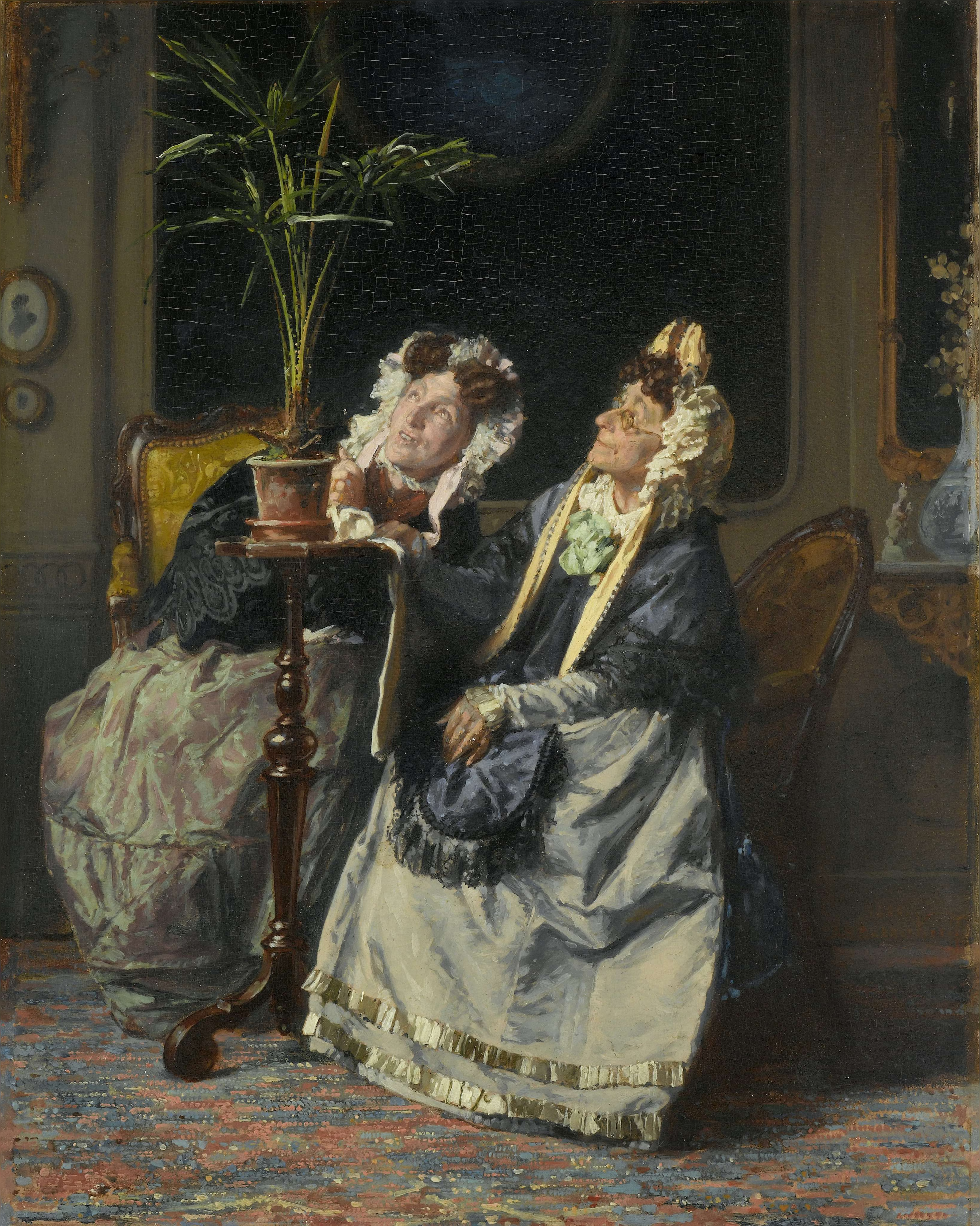
Картина «Под пальмами»

Баккер-Корф был учеником художников Корнелиса Круземана и Хуэйба Ван Хоува. Он стал известным благодаря своим «Bakker Korffjes» — жанровым произведениям дам в чепцах в интерьерах, которые он начал рисовать в 1856 году, когда жил в Угстгесте со своими сестрами в качестве моделей. Он обучался в 1840-х годах в Королевской академии изящных искусств в Антверпене, где следовал урокам Николая де Кейзера. В 1870 году он был удостоен ордена Леопольда I после того, как его работы были представлены на выставке в Брюсселе в 1869 году. Его учениками были Дирк Леонардус Коорман, Ян Хендрик ван Россум дю Шаттл, Элиас Старк и другие.